# Oscarino
Oscarino Costa Silva (ur. 17 stycznia 1907 w Niterói, zm. 16 września 1990 w Rio de Janeiro) – brazylijski piłkarz grający na pozycji ofensywnego napastnika.
Karierę zaczął w Niterói w klubie Ypiranga w 1928 roku. W roku 1932 przeszedł do America Rio de Janeiro, w której grał przez 3 lata do 1935 roku. W 1935 przeszedł do innego klubu z Rio de Janeiro - CR Vasco da Gama, w którym grał do 1939 roku. Karierę zakończył w innej drużynie z Rio de Janeiro São Cristóvão w 1940. Największymi osiągnięciami Oscarino w karierze klubowej było 2-krotne wywalczenie mistrzostwa stanu Rio de Janeiro – Campeonato Carioca w 1935 z Ameriką i w 1936, z Vasco da Gama.
Na początku lat 30. występował w reprezentacji Brazylii, z którą pojechał na Mistrzostwa Świata w 1930 w Urugwaju, w których jednak nie wystąpił w żadnym meczu grupowym. W reprezentacji zadebiutował 17 sierpnia 1930 w meczu z USA. Drugim i zarazem ostatnim (nieoficjalnym) jego meczem w reprezentacji był rozegrany 27 listopada 1932 roku wygrany 7-2 mecz z drużyną Okręgu Andarahy.